# Giorgio Albertazzi
Giorgio Albertazzi  (Fiesole, 20 de agosto de 1923 — Roccastrada, 28 de maio de 2016) foi um ator, autor, diretor e roteirista de cinema, de televisão e de teatro italiano.

## Biografia
Quando jovem, Giorgio Albertazzi participou da República de Salò. Depois de 2 anos de prisão por colaborar, é absolvido, liberto em 1947, a partir de então dedicando-se ao teatro.
Inicia sua carreira em 1949, encenando Tróilo e Créssida, de Shakespeare, sob a direção de Luchino Visconti.
Durante toda sua carreira, participou de dezenas de filmes (alguns considerados obras-primas do cinema, como O ano passado em Marienbad, de Alain Resnais). Trabalhou bastante para a televisão, mas sua paixão é o teatro, onde atuou e produziu espetáculos.
Em 2003, torna-se diretor do Teatro de Roma.
Em 2004, o público italiano lhe entrega o Prêmio Gassman como reconhecimento por sua carreira.

## Vida privada
Dizia de si mesmo, de ser "...não crente, como Kafka..."
Namorou por muitos anos a atriz Anna Proclemer.
Morreu em 28 de maio de 2016, aos 92 anos. 

## Filmografia parcial
- 1999 : Li chiamarono... briganti! de Pasquale Squitieri
- 1995 : Même heure, l'année prochaine de Gianfrancesco Lazotti : Lorenzo
- 1971 : L'Assassinat de Trotsky de Joseph Losey
- 1968 : Caroline chérie de Denys de La Patellière : Jean Albencet le géologue
- 1962 : Eva de Joseph Losey : Branco Malloni
- 1961 : L'Année dernière à Marienbad d'Alain Resnais : L'homme
- 1957 : Nuits blanches (Le notti bianche) de Luchino Visconti : Le narrateur (voix)
- 1953 : Le Marchand de Venise de Pierre Billon : Lorenzo
- 1951 : Le Petit Monde de don Camillo de Julien Duvivier : Don Pietro

## Outras imagens

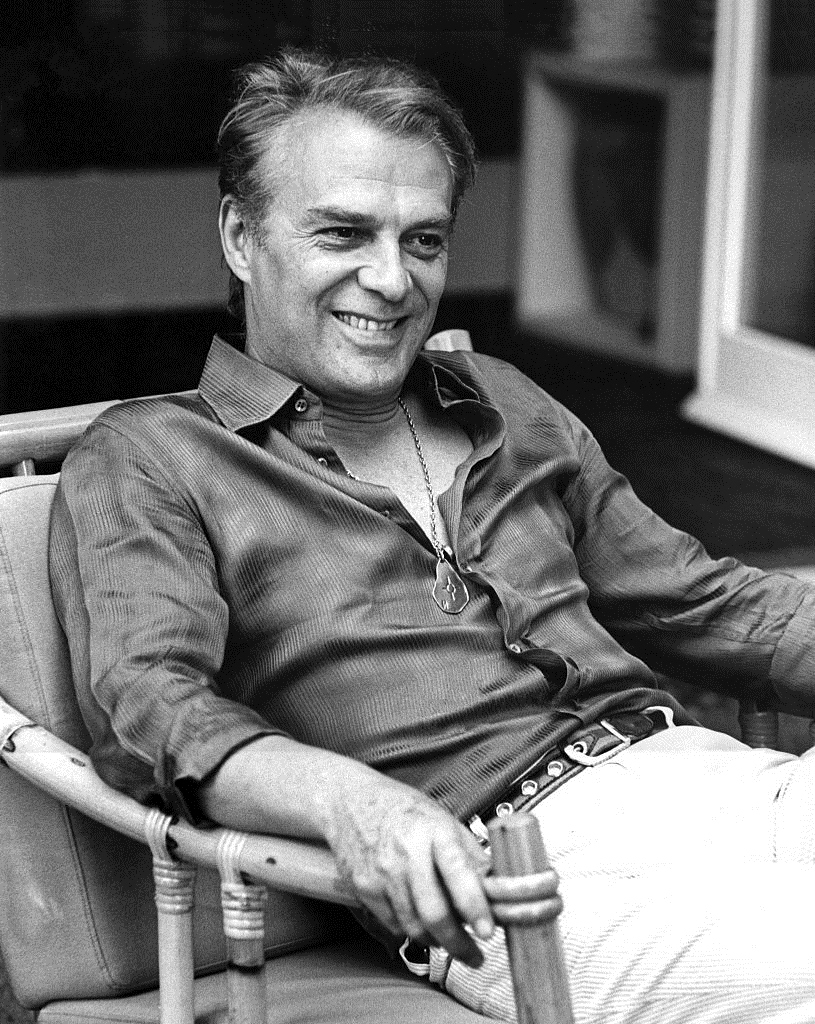
Giorgio Albertazzi em 1974

## Honrarías
1a classe / Grande-Cruz : Cavaliere di Gran Croce al Merito della Repubblica Italiana (4 975), proposto para o presidente da Republica, 26 de junho 1996
 Medaglia ai benemeriti della cultura e dell'arte, 2 de abril 2002